# Uncie troy

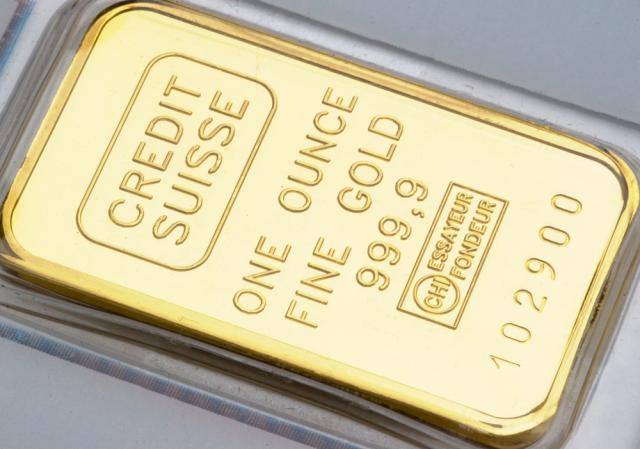
Lingou de aur de o uncie troy.

Uncia troy (în  engleză Troy ounce, simbol ozt) sau Uncia monetară este o unitate de măsură utilizată în țările anglo-saxone pentru cotația metalelor prețioase ca aurul, argintul sau platina, ori a pietrelor prețioase. O uncie troy este echivalentă cu 31,1034768 grame. Cu alte cuvinte, 1 kg este echivalent cu 32,150746568627980522100346029483 de uncii troy.

## Etimologie
Denumirea sa vine de la numele orașului Troyes din regiunea franceză Champagne, unde această unitate de măsură era foarte folosită în Evul Mediu, în zilele de târg. În acea epocă, târgul din Troyes era unul dintre cele mai renumite locuri în care se făcea comerț, la care participau comercianți din diferite țări.
Denumirea acestei unități de măsură, cel mai probabil nu are nicio legătură cu Troia din Antichitate, cunoscută nouă prin intermediul celor două epopei homerice Iliada și Odiseea, prin ecranizările realizate  pornind de la aceste epopei și prin descoperirile arheologului german Schliemann. Cu toate acestea, este interesant de observat faptul că libra romană era și ea împărțită în 12 uncii romane, o uncie romană având circa 27,264 grame.

## Utilizarea termenului
Uncia troy este o unitate de valoare a metalelor prețioase. În sistemul monetar internațional, valoarea unei uncii troy de aur este dată în raport cu 1 dolar american sau cu 1 euro.
Standardul internațional "ISO 4217" folosit pentru abrevierile privitoare la diferitele monede, ca USD, EUR sau RON dă și codurile-standard următoare pentru metalele prețioase: 
- XAG = uncie troy de argint ;
- XAU = uncie troy de aur ;
- XPD = uncie troy de paladiu ;
- XPT = uncie troy de platină ;

adică, X urmat de simbolul chimic al metalului respectiv.

## Echivalențe
- 1 uncie troy = 1/12 livră troy = 31,1034768 grame;
- 32,15 uncii troy = 1 kilogram;
- 175 uncii troy = 192 uncii.